# Soldat Island
Soldat Island (russisch Остров Солдат Ostrow Soldat, deutsch ‚Soldateninsel‘) ist eine 4 km lange, längliche und felsige Insel vor der Ingrid-Christensen-Küste des ostantarktischen Prinzessin-Elisabeth-Lands. In den Vestfoldbergen liegt sie südlich von Partizan Island im südlichen Teil der Einfahrt zum Langnes-Fjord.
Norwegische Kartografen kartierten sie anhand von Luftaufnahmen der Lars-Christensen-Expedition 1936/37 irrtümlich als Halbinsel. Dies wurde 1952 bei einer Kartierung anhand von Luftaufnahmen der US-amerikanischen Operation Highjump (1946–1947) korrigiert. Weitere Luftaufnahmen entstanden zwischen 1954 und 1958 bei den Australian National Antarctic Research Expeditions sowie 1956 durch Wissenschaftler einer sowjetischen Antarktisexpedition. Letztere nahmen auch die Benennung vor, die das Advisory Committee on Antarctic Names 1970 in einer Teilübersetzung ins Englische übertrug.